# Weber-Stephen Products Co.
Pour les articles homonymes, voir Weber.
Weber-Stephen Products Co. est une entreprise américaine qui fabrique et commercialise des barbecues et les accessoires associés. Elle possède également des restaurants et publie des manuels de cuisine. Son siège social se situe à Palatine dans l'Illinois en banlieue de Chicago.

## Histoire

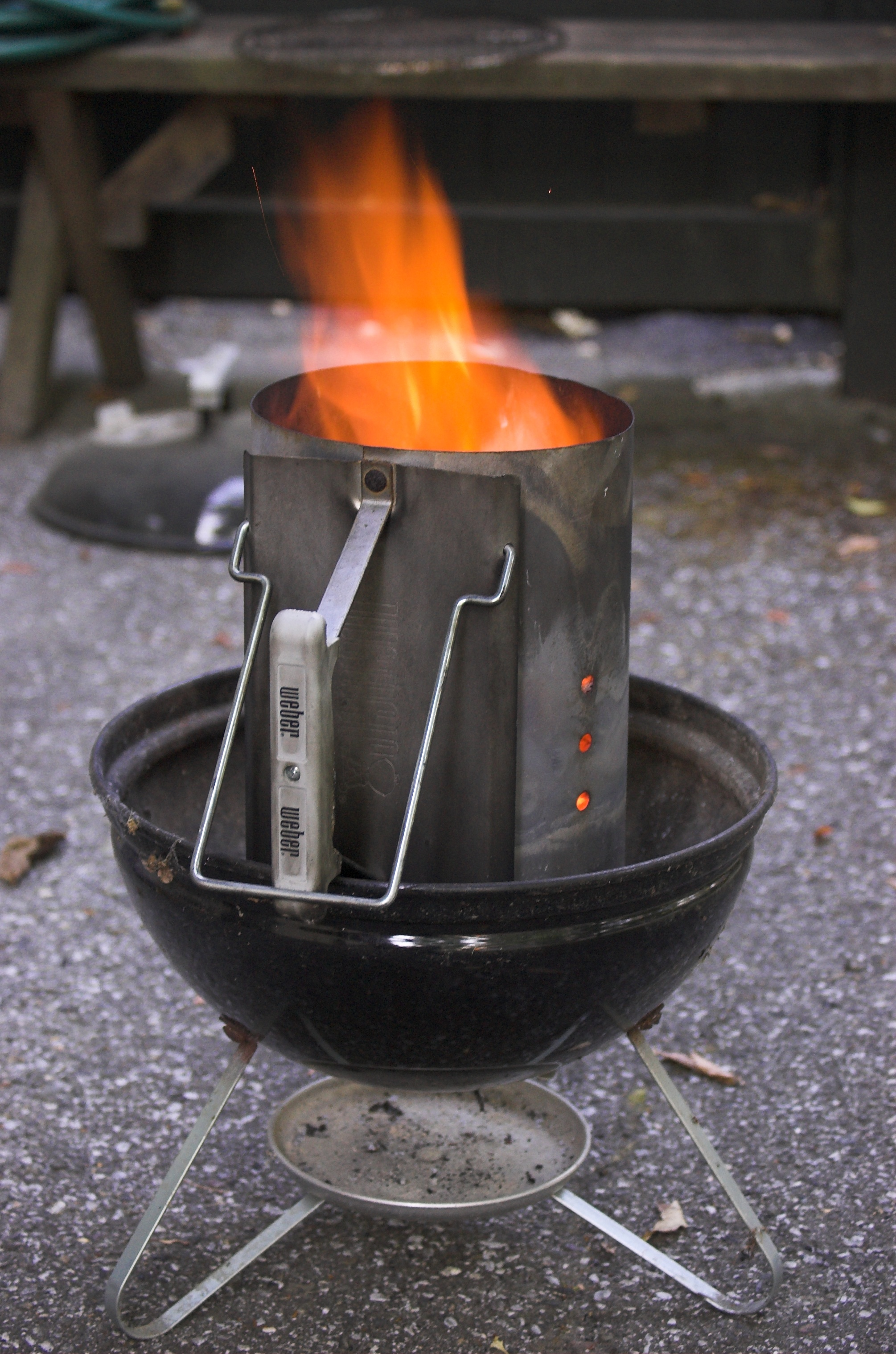
Cheminée d'allumage en fonctionnement.

En 1952, George Stephen, fondateur de la société Weber-Stephen, conçut son premier barbecue. La véritable révolution fut d'utiliser un couvercle afin de protéger la nourriture du vent, des cendres et des flambées soudaines.
C'est dans l'usine où George travaillait, la Weber Brothers Metal Works située à Chicago, que son invention prit forme. En effet, c'est en assemblant de larges plaques d'acier en demi-sphères pour produire des bouées nautiques pour le lac Michigan qu'il eut l'idée du barbecue rond avec un couvercle. Il ajouta trois pieds à la cuve, une poignée au couvercle, et donna ainsi une forme originale au produit, la « boule Weber », et un positionnement marketing se différenciant des barbecues à foyer ouvert.
La marque arrive en Europe en 1972.
L'entreprise Weber-Stephen Products lança en 1984 le barbecue à gaz.
La filiale française est créée en 2000 (à Éragny-sur-Oise) et atteint, en 2009, 37,5 millions d'euros de chiffre d'affaires. En 2014, elle détient une part de marché de 45 % en valeur (co-leader du marché avec l'entreprise bourguignonne Somagic), avec 130 salariés et 1 500 points de distribution,.

## Grill Academy by Weber
La Grill Academy by Weber est une école de cuisine où les participants apprennent différentes techniques de cuisson du barbecue. Au début des années 2000, Weber-Stephen a commencé à tester le concept Grill Academy en France et sur les marchés européens avec du succès, et prévoit d'étendre le concept aux États-Unis en 2016.